# Грей, Энди (английский футболист)
Э́ндрю А́ртур Грей (англ. Andrew Arthur Gray; 22 февраля 1964, Ламбет, Англия) — английский футболист, играющий на позиции нападающего, тренер.

## Карьера
Поиграв в молодёжной команде «Кристал Пэлас» в сезоне 1980/81, Грей отправился в футбол вне профессиональной лиги, а именно в «Коринтиан-Кэжуалз» и «Далидж Хэмлет», где его заметил менеджер «Кристал Пэлас» Стив Коппелл и вновь пригласил в команду. Грей перешёл в «Пэлас» и быстро стал основным игроком в команде, играя на атакующих позициях. В сезоне 1985/86 Грей забил 11 мячей. Однако после подписания Иана Райта и Марка Брайта Грей переместился в центр поля, где не смог показывать соответствующий уровень игры. Затем Грей перешел в «Астон Виллу», с которой вернулся в Первый дивизион Англии, а покинув Виллу, провёл краткий период в «Куинз Парк Рейнджерс». Тем не менее, в 1989 году Энди вновь вернулся в «Кристал Пэлас», в третий раз. В последствии играл за клубы: «Тоттенхэм», «Атлетико Мадрид», «Фалкирк», «Бери» и «Миллуол».

Провел один матч в составе сборной Англии, а также 2 матча в составе молодежной сборной.